# Герб Калгари
Герб Калгари — один из официальных символов Калгари, был утверждён в 1902 г. Сначала герб существовал лишь в чёрно-белом варианте, но в 1984 один олдермен попросил город разработать его цветовое оформление.

## Символы
- Корона: Каменная корона, означающая верность, с заходящим солнцем.
- Щит:
  - Глава: Солнце, заходящее за Скалистые горы.
  - Символы на щите: Георгиевский крест, поверх которого кленовый лист (символ Канады), обременённый бизоном.
- Основание: Орнамент состоит из двух красных кленовых листьев (символов Канады), чертополоха (символа Шотландии), лука-порея (символа Уэльса), трилистников (символа Ирландии) и розы (символа Англии).
- Щитодержатели: Конь и вол, символизирующие первоначальную сферу деятельности в Калгари.
- Девизная лента: Городской девиз «Вперёд» между годом основания (1884) и получения городского статуса (1894).

Юнион Джек и канадский торговый флаг расположены накрест под девизной лентой.
Ландшафт во главе щита и крест на щите взяты с герба Альберты, только при этом их поменяли местами.